# 인공항문
인공항문이란 인공으로 만든 항문으로 대변을 지속적으로 가능하게 하거나 충분히 배출하기 위한 것으로 결장창냄술에 의해 인공으로 만든 배설기관이다. 결장암, 직장암 등으로 근치수술이 불가능하거나 직장암의 근치수술로 인하여 직장, 항문 등을 크게 절제했을 경우, 항문이 큰 손상을 입었을 경우에 주로 만들어지며, 보통 좌하복부의 복벽을 절개하여 결장 하부를 꺼내어 이것을 복벽과 봉합하여 고정시킨뒤, 꺼낸 장관을 절개하여 내강을 벌려서 새로운 항문을 만드는 것이다.